# Parasyrphus lineola
Parasyrphus lineola är en tvåvingeart som först beskrevs av Zetterstedt 1843.  Parasyrphus lineola ingår i släktet buskblomflugor, och familjen blomflugor.
Artens utbredningsområde är Sverige. Inga underarter finns listade i Catalogue of Life.